# Гараев, Наиль Мухаметгариевич
Наиль Мухаметгариевич Гараев (22 марта 1932, Алькино, Средневолжский край — 4 апреля 2016) — советский борец классического стиля, чемпион и призёр чемпионатов СССР, призёр чемпионата мира. Мастер спорта СССР (1955). Заслуженный мастер спорта СССР (1955), Заслуженный тренер РСФСР (1971). Участник Олимпийских игр 1956 года в Мельбурне.

## Биография
С рождения носил фамилию Гареев. При оформлении удостоверяющего документа в колхозе его фамилию ошибочно указали как Гараев.

В детстве за хорошую физическую подготовку его называли «Домкратом». В десять лет мог отнести мешок зерна на мельницу, расположенную в трёх километрах. На сабантуях в соревнованиях по курешу неизменно выигрывал главный приз — барана.
В 16 лет ушёл из дома в Куйбышев, прихватив с собой только гармонь. В Куйбышеве поступил в ремесленное училище № 9. Увлёкся борьбой в 1952 году. Участвовал в семи чемпионатах СССР. В 1963 году оставил большой спорт.
Окончил Ленинградский техникум физкультуры и Омский институт физкультуры. Работал тренером самарской ДЮСШ-11, спортклубов «Восход», «Маяк», СКА. Подготовил свыше 20 мастеров спорта СССР, трёх мастеров спорта СССР международного класса. Был тренером сборных команд России и СССР. Судья всесоюзной категории.
Ушел из жизни 4 апреля 2016 года.

## Спортивные результаты
- Чемпионат СССР по классической борьбе 1954 года — ;
- Классическая борьба на летней Спартакиаде народов СССР 1959 года — ;
- Чемпионат СССР по классической борьбе 1960 года — ;

## Память
- Ещё при жизни Наиля Гараева в его родном селе Алькино начал ежегодно проводится турнир по греко-римской борьбе на призы Наиля Гараева.
- В 2018 году в селе Алькино состоялось открытие стелы в честь Наиля Гараева, а в селе Подбельск прошел Межрегиональный турнир по греко-римской борьбе, посвященный его памяти[4].